# Gornate-Olona

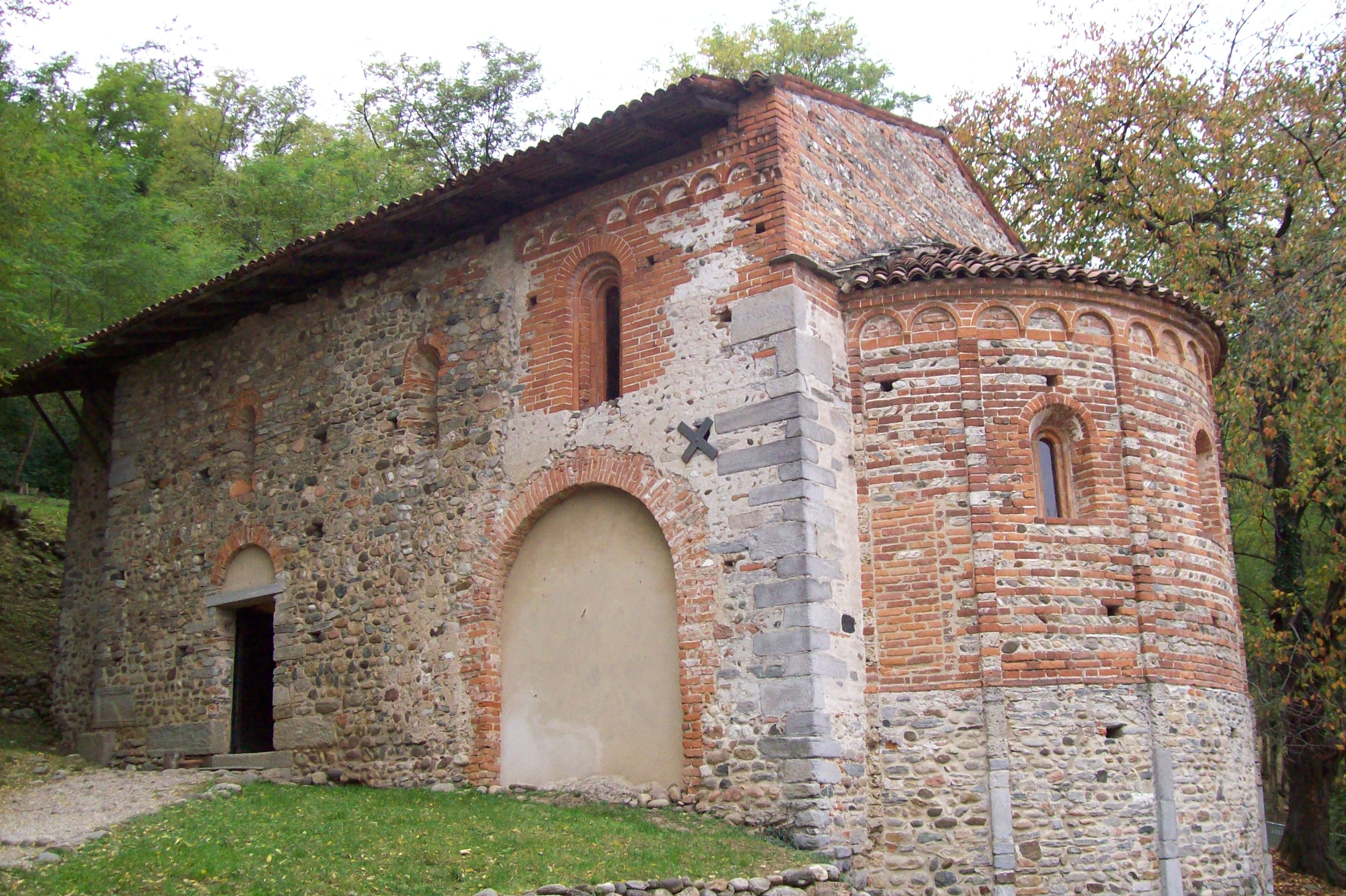
Die alte Kirche des Klosters von Torba, einem Ortsteil von Gornate-Olona

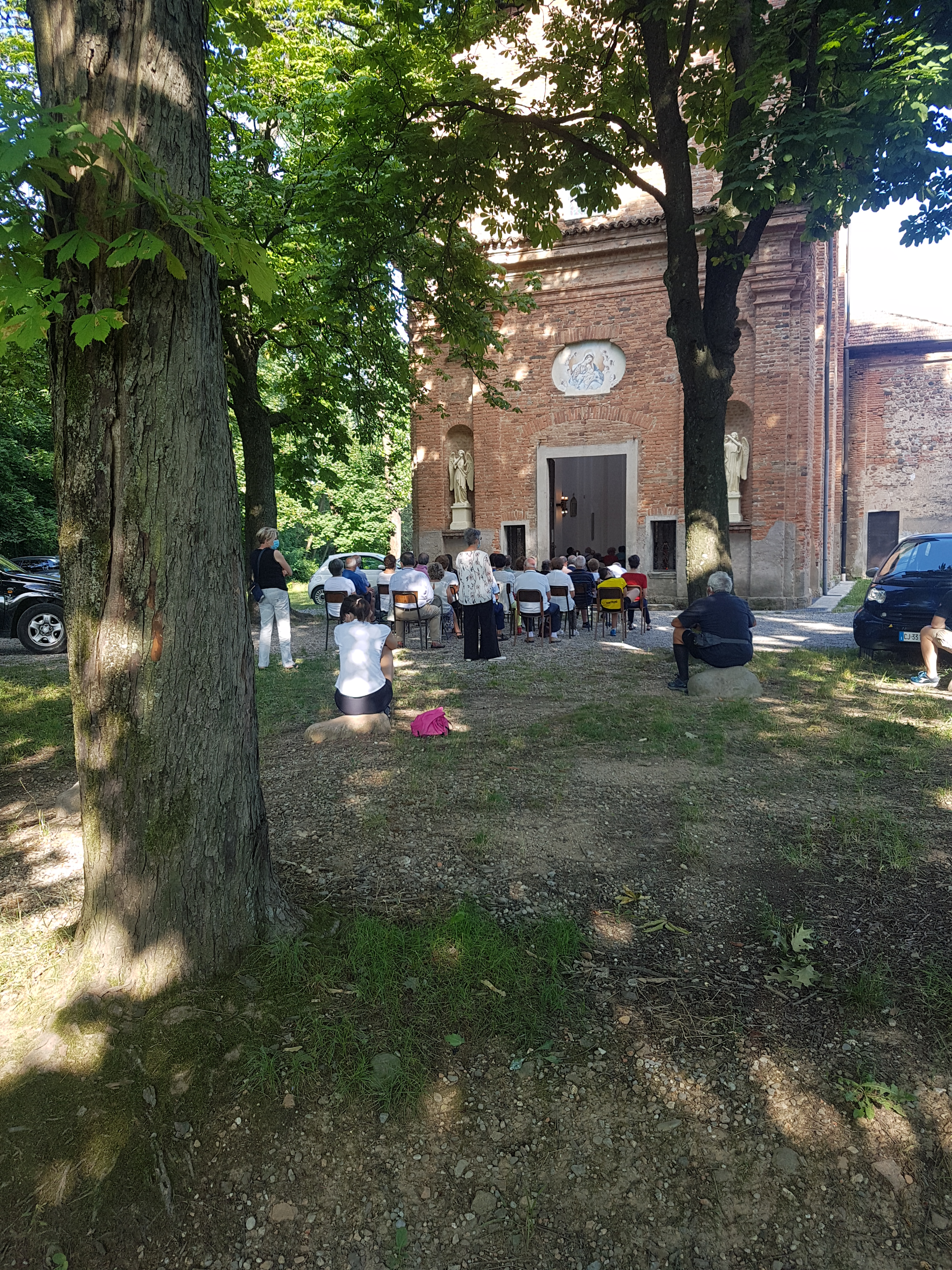
Madonnetta di Gornate

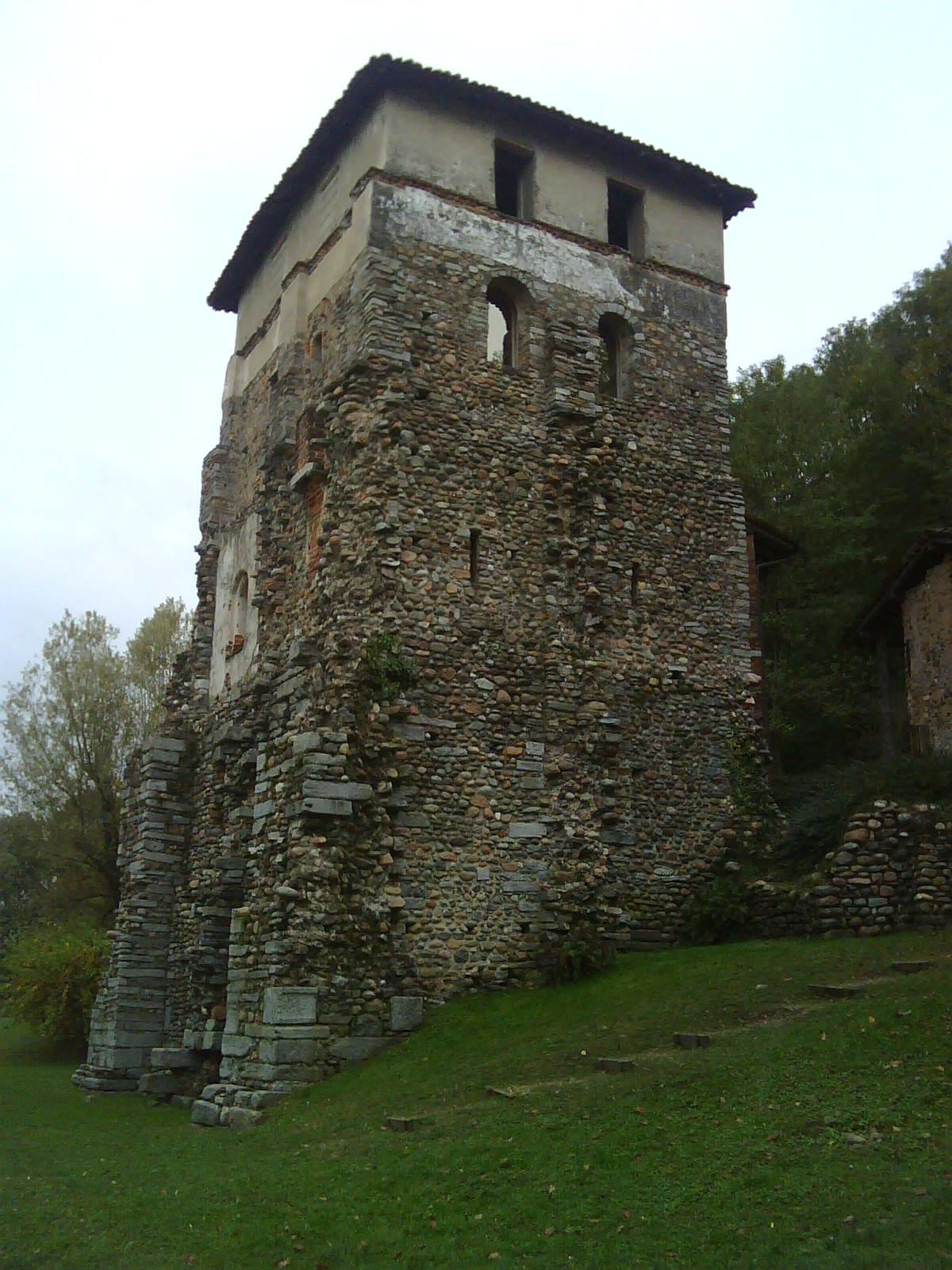
Mittelalterlicher Turm

Gornate-Olona (Gornaa oder Gurnàt im lokalen Dialekt) ist eine italienische Gemeinde (comune) in der Provinz Varese in der Region Lombardei.

## Geographie
Die Gemeinde liegt etwa 11 Kilometer südsüdöstlich von Varese an der Olona und bedeckt eine Fläche von 4,78 km². Zu Gornate-Olona gehören die Fraktionen Gornate Olona, Biciccera, Madonnetta, San Pancrazio, Montello und Torba. Die Nachbargemeinden sind Carnago, Caronno Varesino, Castelseprio, Castiglione Olona, Lonate Ceppino, Morazzone und Venegono Inferiore.

## Geschichte
Der Ort Gornate Inferiore wurde in den Statuten der Straßen und Gewässer der Grafschaft Mailand als zur Gemeinde Castelseprio gehörig erwähnt. Gornate gehörte zu den Gemeinden, die zur Instandhaltung der Rho-Straße beitrugen. In den Registern des Estimo (Grundbuch) des Herzogtums Mailand von 1558 und den nachfolgenden Aktualisierungen des achtzehnten Jahrhunderts war Gornate Inferiore noch in derselben Pieve enthalten. Aus den Antworten auf die 45 Fragen, die 1751 vom Rat der zweiten Volkszählung gestellt wurden, geht hervor, dass die Gemeinde dem Grafen Terzago unterstellt war, der jedoch keine Lehnszählung erhielt. Was die Richter anbelangt, so lebte der zuständige Feudalrichter in Mailand und erhielt 9 Lire pro Jahr. Der Leutnant des Richters war in Morazzone und der Aktuar in Varese.
Der königliche Richter war ebenfalls in Varese, während der Konsul in der Strafbank in Mailand vereidigt wurde. Eine kleine Gemeinde namens La Cassina Bicicera und San Pancrazio wurde der Gemeinde angeschlossen. Die Gemeinde verfügte über einen Bürgermeister und zwei Stellvertreter, aber die Aufsicht über die Richtigkeit der öffentlichen Verteilungen oblag den Schätzern. Der Kanzler, der in Varese wohnte, erhielt 14 Lire pro Jahr. Die gut geordneten Archive wurden von dem ersten der Beisitzer geführt.
Nach der vorübergehenden Vereinigung der lombardischen Provinzen mit dem Königreich Sardinien wurde die Gemeinde Gornate - Olona mit 545 Einwohnern, die von einem fünfzehnköpfigen Gemeinderat und einem zweiköpfigen Stadtrat verwaltet wurde, auf der Grundlage der durch das Gesetz vom 23. Oktober 1859 festgelegten Gebietsaufteilung in den 8. Bezirk Tradate, Bezirk II von Varese, Provinz Como, eingegliedert. Bei der Gründung des Königreichs Italien im Jahr 1861 hatte die Gemeinde 550 Einwohner (Volkszählung 1861). Nach dem Gemeindegesetz von 1865 wurde die Gemeinde von einem Bürgermeister, einer Junta und einem Rat verwaltet. Im Jahr 1867 wurde die Gemeinde in denselben Bezirk, Kreis und dieselbe Provinz eingegliedert (Verwaltungsbezirk 1867).
Im Jahr 1924 wurde die Gemeinde in den Bezirk Varese der Provinz Como eingegliedert. Nach der Gemeindereform von 1926 wurde die Gemeinde von einem Podestà verwaltet. Im Jahr 1927 wurde die Gemeinde der Provinz Varese zugeschlagen. Bis 1928 trug die Gemeinde den Namen Gornate Inferiore, danach nahm sie den Namen Gornate-Olona an (R. D. 23. Februar 1928, Nr. 476). Im Jahr 1928 wurde die Gemeinde Gornate-Olona mit der aufgelösten Gemeinde Torba zusammengelegt (Königlicher Erlass Nr. 476 vom 23. Februar 1928). Nach der Gemeindereform von 1946 wurde die Gemeinde Gornate-Olona von einem Bürgermeister, einer Junta und einem Rat verwaltet.

## Bevölkerung
| Bevölkerungsentwicklung | Bevölkerungsentwicklung | Bevölkerungsentwicklung | Bevölkerungsentwicklung | Bevölkerungsentwicklung | Bevölkerungsentwicklung | Bevölkerungsentwicklung | Bevölkerungsentwicklung | Bevölkerungsentwicklung | Bevölkerungsentwicklung | Bevölkerungsentwicklung | Bevölkerungsentwicklung | Bevölkerungsentwicklung | Bevölkerungsentwicklung |
| ----------------------- | ----------------------- | ----------------------- | ----------------------- | ----------------------- | ----------------------- | ----------------------- | ----------------------- | ----------------------- | ----------------------- | ----------------------- | ----------------------- | ----------------------- | ----------------------- |
| Jahr                    | 1751                    | 1805                    | 1853                    | 1881                    | 1901                    | 1921                    | 1951                    | 1971                    | 1991                    | 2001                    | 2011                    | 2019                    | 2021                    |
| Einwohner               | 390                     | 474                     | *574                    | 757                     | 886                     | 1083                    | 1232                    | 1478                    | 1653                    | 1901                    | 2227                    | 2171                    | 2167                    |

- 1809 Fusion mit Carnago

## Sehenswürdigkeiten
Im Ortsteil Torba liegt die alte Anlage des Klosters Sankt Marien im Parco archeologico di Castelseprio. Eingebettet in die grünen Wälder, zeugt der monumentale Komplex von Torba von einer mehr als tausendjährigen Geschichte. Als militärischer Vorposten des späten Römischen Reiches, dann in der Hand der Goten und Langobarden (mit einem Turm und einer Verteidigungsmauer aus dem 5. und 6. Jahrhundert), war Torba später ein frommer Ort des Gebets und der Arbeit für Benediktinerinnen (mit einer Kirche aus dem 8. bis 13. Jahrhundert und einem Klostersitz). Von den Nonnen 1453 aufgegeben, wurde es später als Bauernhof genutzt. Der Turm enthält seltene und bedeutende Fresken aus dem Ende des 8. Das Bauwerk gehört zum UNESCO-Weltkulturerbe mit dem Namen „Die Langobarden in Italien, Orte der Macht (568 bis 774 n. Chr.)“.
- Mittelalterlicher Turm
- Pfarrkirche San Vittore martire[3]